# Зенит (компактные фотоаппараты)
Зени́т-510, Зени́т-520, Зени́т-610 (AF), Зени́т-620 (AF) — малоформатные компактные фотоаппараты, выпускавшиеся на Красногорском механическом заводе с 2000 по 2002 год.
После появления компактного простейшего фотоаппарата «Зенит-35F» (ЛОМО, 1987 год) на КМЗ появились проекты собственных аналогичных камер (не реализованы). С 2000 году КМЗ совместно с Тайваньской компанией Toptronic начал выпуск линии «Зенит −510, −520, −610, −620», получившей наименование «линия SKINA».

## Общие технические характеристики
- Корпус пластмассовый бесфутлярной конструкции. При переноске объектив закрывается сдвижной заслонкой, происходит блокировка спусковой кнопки с отключением источника электропитания. Задняя стенка открывающаяся.
- Тип применяемого фотоматериала — плёнка типа 135 в стандартной кассете.
- Ввод значений светочувствительности фотоплёнки — DX-кодом. Значения светочувствительности — 100, 200 и 400 ед. ГОСТ (ASA). При использовании кассеты без DX-кода аппараты определяют светочувствительность как 100 ед. ГОСТ (ASA).
  - Экспокоррекция не предусмотрена.
  - Облегченная зарядка фотоплёнки.
- Размер кадра — 24×36 мм.
- Фотографический затвор — центральный.
- Видоискатель оптический.
- Объектив — трёхлинзовый (тип объектива и наличие просветления в инструкциях не указаны).
- Взвод затвора, перемотка плёнки и обратная перемотка — встроенным электроприводом.
- Источник питания — два элемента АА.
- Встроенная фотовспышка, включение фотовспышки автоматическое (при недостаточной освещённости) или принудительное.
  - Подавление эффекта «красных глаз».
- Штативное гнездо отсутствует.

## Технические особенности компактных фотоаппаратов «Зенит»

### «Зенит-510»

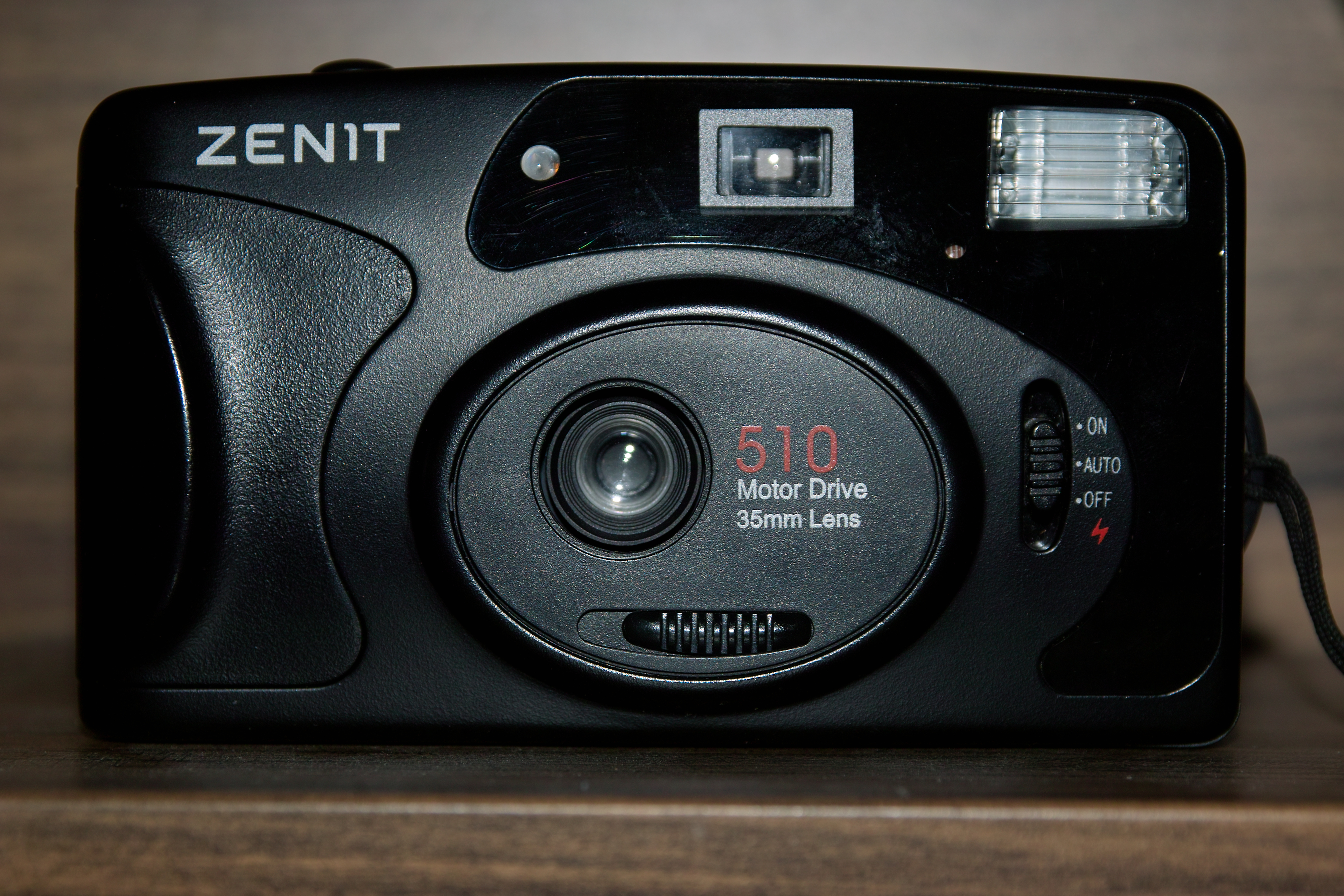
«Зенит-510»

«Зенит-510» — простейший фотоаппарат, объектив жестковстроенный, фокусное расстояние 35 мм, максимальное значение диафрагмы f/4,5, объектив сфокусирован от 1,5 м до «бесконечности».
- Единственная выдержка 1/140 сек.
- Размеры: 127×74×47 мм.
- Вес: 225 г.

### «Зенит-520»
«Зенит-520» — простейший фотоаппарат, объектив жестковстроенный, фокусное расстояние 35 мм, максимальное значение диафрагмы f/4,5, объектив сфокусирован от 1,6 м до «бесконечности».
- Единственная выдержка 1/140 сек.
- Размеры: 117×69×47 мм.
- Вес: 165 г.

### «Зенит-610 (AF)»

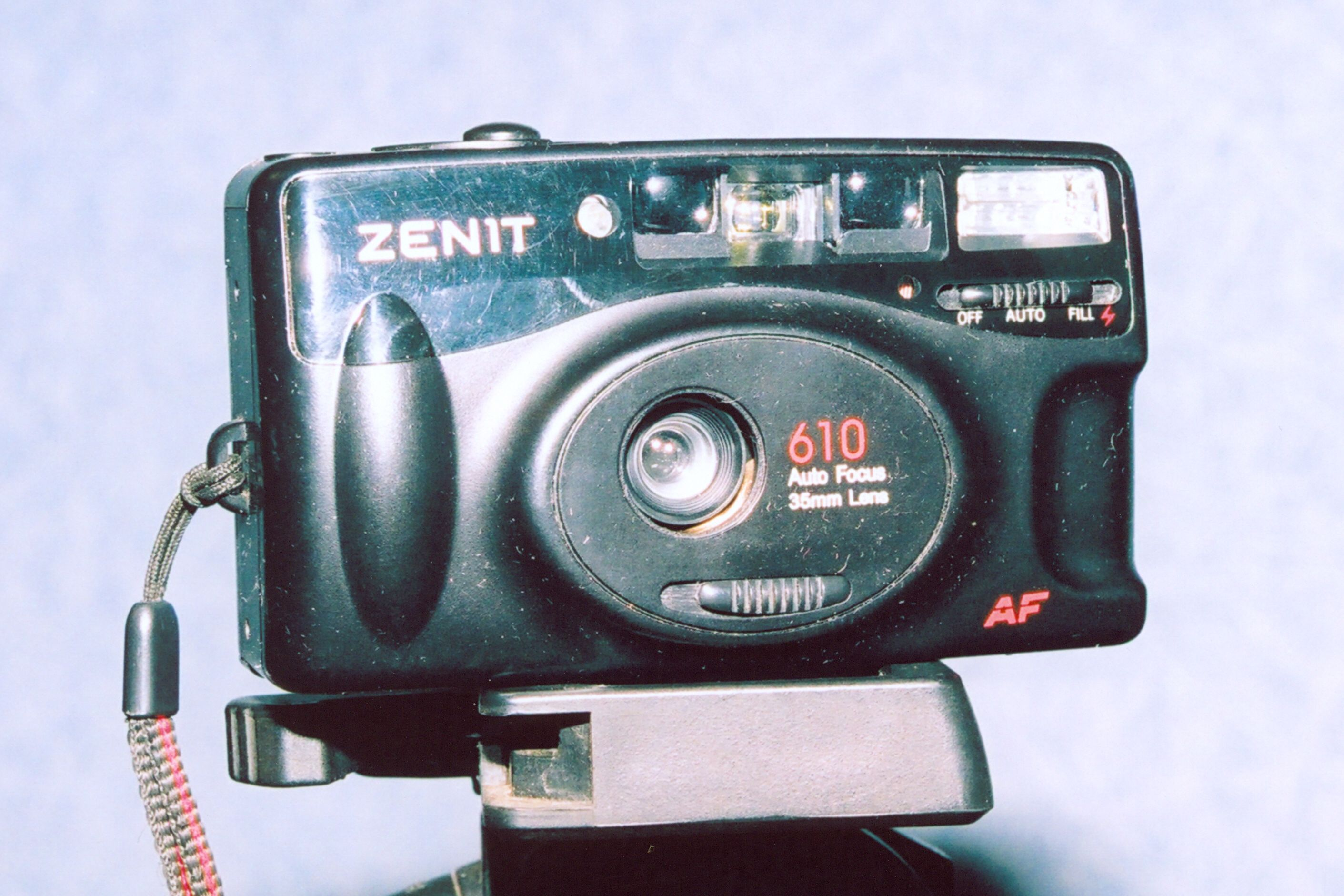
«Зенит-610 (AF)»

«Зенит-610 (AF)» — фотоаппарат с автофокусировкой, объектив: фокусное расстояние 35 мм, максимальное значение диафрагмы f/4,5, минимальная дистанция фокусировки 1,5 м.
- Единственная выдержка 1/140 сек.
- Размеры: 117×69×47 мм.
- Вес: 175 г.

### «Зенит-620 (AF)»
«Зенит-620 (AF)» — фотоаппарат с автофокусировкой, объектив: фокусное расстояние 30 мм, максимальное значение диафрагмы f/5,6, минимальная дистанция фокусировки 1,2 м.
- Значения выдержек 1/60 — 1/250 сек.
- Электронный автоспуск.
- Размеры: 117×71×42 мм.
- Вес: 180 г.

## Количество выпущенных фотоаппаратов[7]
- «Зенит-510» — 12.850 экз.
- «Зенит-520» — 11.795 экз.
- «Зенит-610» — 8.844 экз.
- «Зенит-620» — 9.100 экз.